# Coelogyne longibulbosa
Coelogyne longibulbosa é uma espécie de orquídea epífita, família Orchidaceae, originária de Borneu.